# 2.5D
2.5D (две и половина–мерен), ¾ гледна точка, Псевдо–триизмерност, Изометрия (графика) е термин, главно използван в индустрията за видео игри за да опише 2D компютърна графика или техники (3D обект от 2D графики, 2D образ видян през 3D конструкция, 2D оптическа илюзия на 3D), които причиняват серия от изображения или сцени, които изглеждат триизмерни, но в действителност не са или триизмерен геймплей на видеоигра, която е ограничена до двуизмерна равнина.
Освен във видео игрите, тази техника се използва също за геопространствена визуализация, за да спомогне по-доброто разбиране на визуално-познавателните пространствени представяния и 3D визуализации.

## 2.5D Игри
Някои от най-известните 2.5D игри:
- Oddworld: Abe’s Exoddus
- Insanely Twisted Shadow Planet
- Contra 4
- Little Big Planet
- Mortal Kombat
- ‘Splosion Man
- Shadow Complex
- Sonic the Hedgehog 4: Episode I
- New Super Mario Bros.
- Super Smash Bros. Brawl

Някои от най-известните изометрични 2.5D игри:
- Age of Empires
- Diablo, Diablo II
- Fallout, Fallout II
- Baldur's Gate
- Divine Divinity
- The Sims
- SimCity 3000
- Age of Wonders
- StarCraft
- Warcraft